# Johann Lübbecke
Johann Lübbecke (* zwischen 1515 und 1520; † um 1590) war ein deutscher Hochschullehrer in Kopenhagen und Bürgermeister in Treptow an der Rega.
Johann Lübbecke war ein Sohn des Ratsmitglieds oder Bürgermeisters von Greifenberg in Pommern Jakob Lübbecke und dessen Ehefrau Katharina, geb. Bugenhagen, einer Schwester von Johannes Bugenhagen. Im Oktober 1533 immatrikulierte er sich an der Leucorea in Wittenberg. 1537/38 begleitete Lübbecke seinen Onkel Bugenhagen auf einer Reise nach Dänemark und ließ sich an der Universität Kopenhagen immatrikulieren. Dort blieb er jedoch nicht lange, sondern führte ein relativ unruhiges Leben: er nahm am Türkenkrieg teil, bereiste welsche Länder, Venedig, Nürnberg und Augsburg. Etwa 1543/44 erwarb er den Magistergrad wahrscheinlich in Wittenberg und leitete danach zwei Jahre lang eine Schule in Brandenburg an der Havel. Auf Empfehlung Bugenhagens wurde er an der Universität Kopenhagen als Dozent angestellt, wurde 1548 Professor für Pädagogik und ein Jahr später Dekan der Artistischen Fakultät. Im Herbst 1552 heiratete Lübbecke und gab seine Kopenhagener Professur auf. Ab 1585 ist er als Bürgermeister in Treptow nachweisbar. Sein Todesjahr ist nicht bekannt, jedoch wird er ab 1590 nicht mehr genannt.
Die Mutter des Greifswalder Theologen Petrus Cimdars, Katharina Lübbecke, war eine Schwester von Johann Lübbecke.